# Lithobius micropodus
Lithobius micropodus är en mångfotingart som först beskrevs av Matic 1980.  Lithobius micropodus ingår i släktet Lithobius och familjen stenkrypare. Inga underarter finns listade i Catalogue of Life.